# Haakon Sandtorp
Haakon Ingolf Sandtorp (22 de agosto de 1911 — 9 de agosto de 1974) foi um ciclista norueguês de ciclismo de pista. Representou o seu país, Noruega, na prova de velocidade nos Jogos Olímpicos de Verão de 1936 em Berlim.